# Nacionalna himna Somalije
Nacionalna himna Somalije zove se Qolobaa Calankeed.
Autor teksta je Abdullahi Qarshe, koji je također ispjevao himnu. Postoji i druga himna Somalije Soomaaliyeey Toosoo, ali službena je jedino Qolobaa Calankeed.

## Tekst himne nasomalskome jeziku
Qolobaa calankeed,
waa ceynoo,
Innaga keenu waa,
Cirkoo kale ee,
Oon caadna lahayn,
Ee caashaqaye.
Xidigyahay cadi,
Waad noo ciidamisee,
Carradaa kaligaa
adow curadee
cadceeda sidee
lo caan noqo ee
sidii culagii
ciidad marisee
Alloow haku celin
Alloow haku celin.

## Tekst himne naengleskome jeziku
Any nation’s flag, bears its own color
The sky (above us), does ours look like
Defects it has none; love it with candor
Oh you White Star, at your service we are
Superior you are, in any part of our land
Be famous oh Star, like the sun (of the far)
On the day you arose, our hearts you have
Purified with pureness, (Oh you our flag)
Lord may not dim you, pray we in this night
The detached part of, our forces of five
I beseech from God, their return you cause
This fate that wrote, for us to meet now